# Stanozolol

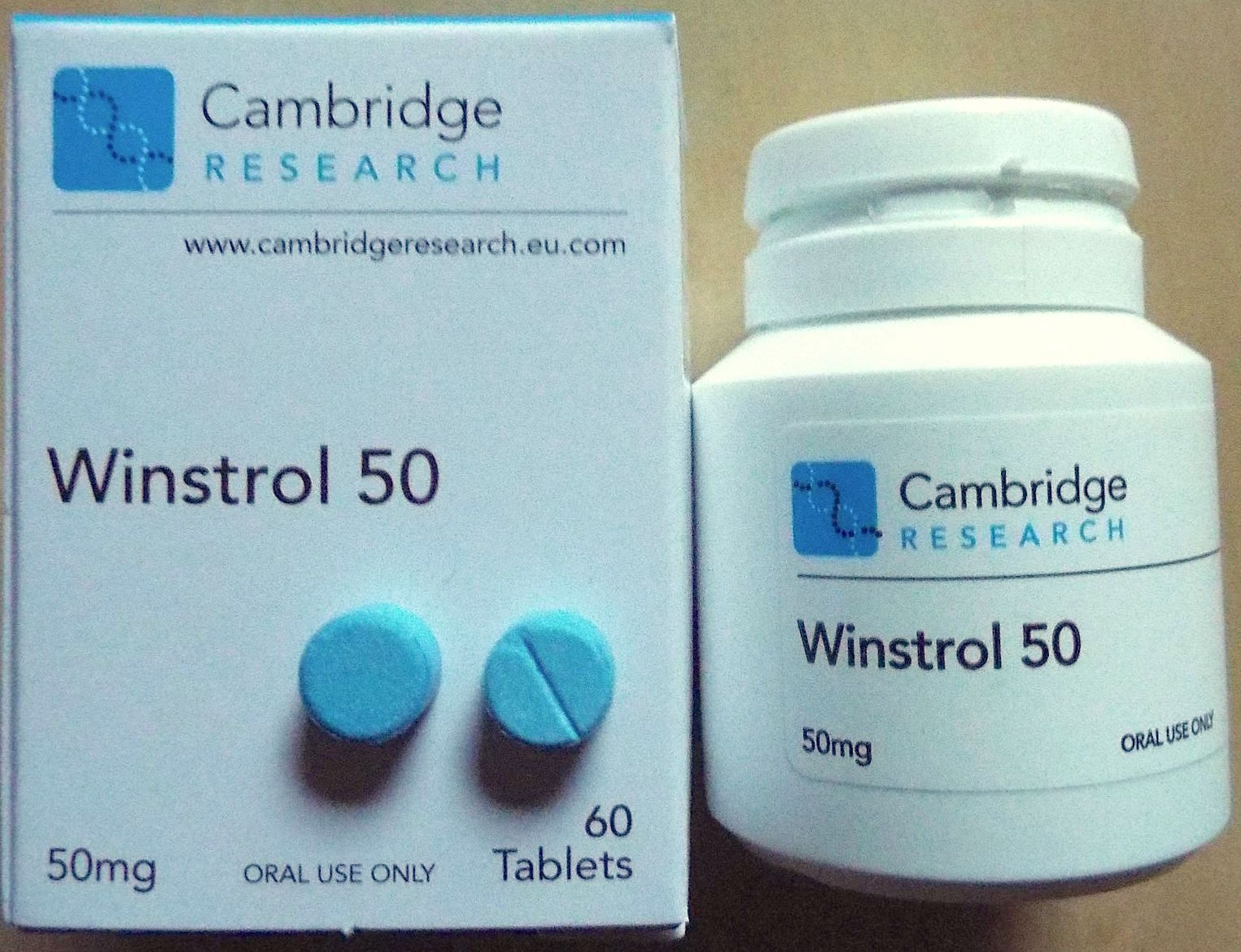
50mg tablety

Stanozol (zkratka. Stz), dostupný pod mnoha značkami, je androgenní a anabolický steroid (AAS), který byl odvozen od dihydrotestosteronu (DHT). Vyvinula jej americká farmaceutická společnost Winthrop Laboratories (Sterling Drug) v roce 1962 a byla schválena americkým úřadem pro potraviny a léčiva pro humánní použití, ačkoli dnes již není uváděna na trh v USA. Používá se také ve veterinární medicíně. Stanozolol byl většinou stažen a zůstává dostupný pouze v několika zemích. Je podáván orálně u lidí nebo injekcí do svalů u zvířat.
Na rozdíl od většiny injekčních AAS, stanozolol není esterifikován a je prodáván jako vodná suspenze nebo v perorálním tabletu. Lék má vysokou orální biologickou dostupnost v důsledku alkylace C17a, která umožňuje hormonu přežít játrový metabolismus prvního průchodu po požití. Z tohoto důvodu se stanozolol také prodává ve formě tablet .
Stanozolol je jedním z AAS běžně užívaných jako léky zvyšující výkon a je zakázáno používat v soutěži sportů pod záštitou Mezinárodní asociací atletických federací (IAAF) a mnoha dalších sportovních organizací. Navíc se stanozolol používá v amerických dostizích.

## Lékařské použití
Stanazol byl používán s určitým úspěchem při léčbě žilní nedostatečnosti. Stimuluje krevní fibrinolýzu a byla hodnocena pro léčbu pokročilejších změn kůže ve žilním onemocnění, jako je lipodermatoskleróza. Několik randomizovaných studií zaznamenalo zlepšení v oblasti lipodermatosklerózy, snížené tloušťky pokožky a možná rychlejšího uzdravení vředů u stano-zololu.

## Nelékařské použití
Stanozolol je používán výkonnostními sportovci, kulturisty a vzpěrači.

## Vedlejší účinky
Mezi nežádoucí účinky stanozololu patří virilizace (maskulinace), hepatotoxicita a další.

## Farmakologie

### Farmakodynamika
Stanozolol je agonistou androgenního receptoru (AR), podobně jako androgeny, např. testosteron a DHT. Jeho afinita k androgennímu receptoru je asi 22 %, a to u dihydrotestosteronu. Stanozolol není substrátem 5α-reduktázy, protože je již snížen o 5α, a tak není potencován v takzvaných „androgenních“ tkáních, jako je kůže, vlasové folikuly a prostatická žláza. To vede k vyššími poměru anabolické a androgenní aktivity ve srovnání s testosteronem . Kromě toho, vzhledem k jeho 5a-sníženou povahy, stanozolol nelze aromatizovat, a tudíž nemá žádný sklon k produkci estrogenních účinků typu gynekomastie nebo zadržování tekutin. Stanozolol také nemá významnou progestogenní aktivitu. Vzhledem k přítomnosti 17alfa-methylové skupiny je metabolismus stanozololu stericky bráněn, což vede k tomu, že je perorálně aktivní, i když je také hepatotoxický.

### Farmakokinetika
Stanozolol má vysokou perorální biologickou dostupnost v důsledku přítomnosti jeho C17a alkylové skupiny a odolnosti proti metabolismu gastrointestinálního traktu a jater. Medikace má velmi nízkou afinitu k globulinům vázajícím si sexuální hormon lidského séra (SHBG), přibližně 5 % testosteronu a 1 % dávky DHT. Stanozolol se metabolizuje v játrech a nakonec se stává glukuronidovým a sulfátovým konjugátem. Biologický poločas rozpadu je 9 hodin u orální formy a 24 hodin, když je podávána intramuskulární injekcí ve formě vodné suspenze. Trvání účinku je jeden týden nebo více při intramuskulární injekci.

## Chemie
Stanozolol, 17-methyl-2′H-pyrazolo[4′,3′:2,3]-5α-androstan-17β-ol, je syntetický 17α-alkylovaný androstan steroid a derivát z 5a-dihydrotestosteronu (DHT), s methylovou skupinu v poloze C17α a pyrazolový kruh připojený k kruhu A steroidního jádra.

### Syntéza
Byly publikovány chemické syntézy stanozololu.

### Detekce v tělesných tekutinách
Stanozolol podléhá rozsáhlé jaterní biotransformaci různými enzymatickými cestami. Primární metabolity jsou jedinečné pro stanozolol a jsou detekovatelné v moči až 10 dní po jednorázové perorální dávce 5-10 mg. Metody detekce ve vzorcích moči obvykle zahrnují plynovou chromatografii s hmotnostní spektrometrií nebo kapalinovou chromatografii s hmotnostní spektrometrií.

## Historie
V roce 1962 byl Stanozolol uveden na trh v USA firmou Winthrop pod obchodním jménem „Winstrol“ a v Evropě společníkem společnosti Winthrop, Bayer pod názvem „Stromba“.
V roce 1962 byla schválen dodatek Kefauver Harris, která změnila federální zákon o potravinách, lécích a kosmetických výrobcích, aby výrobci léků před schválením poskytli důkaz o účinnosti svých léčiv. FDA zavedla svůj program pro zavedení studie o účinnosti léčiv (DESI) pro studium a regulaci léčiv včetně stanozololu, který byl zaveden před novelizací. Cílem programu DESI bylo klasifikovat všechny léky, které byly již na trhu již před rokem 1962, účinné, neúčinné nebo potřebné pro další studium. Úřad pro kontrolu léčiv používal Národní výzkumnou radu Národní akademie věd, aby vyhodnotil publikace o relevantních lécích v rámci programu DESI.
V červnu 1970 FDA oznámil závěry o účinnosti některých AAS, včetně stanozololu, na základě zpráv NAS/NRC podávaných v rámci DESI. Drogy byly klasifikovány jako pravděpodobně účinné jako adjuvantní terapie při léčbě senilní a postmenopauzální osteoporózy, a jako nedostatečné důkaz účinnosti u několika dalších indikací. Konkrétně FDA zjistil nedostatečnou účinnost pro stanozolol jako „doplněk k podpoře procesů budování tělních tkání a ke zmírnění procesů tkáňového poškození v takových stavech, jako jsou maligní onemocnění a chronické nemaligní nemoci.“ FDA poskytla společnosti Sterling šest měsíců, aby přestala uvádět na trh stanozolol pro údaje, pro které neexistují žádné důkazy o účinnosti, a jeden rok, aby předložil další údaje pro dvě indikace, pro které zjistila pravděpodobnou účinnost.
V srpnu a září 1970 Sterling předložila další údaje; data nebyla dostatečná, ale FDA umožnil, aby lék byl dále prodáván, neboť existovala potřeba léků na osteoporózu a hypofýzu, ale Sterling byl povinen předložit další údaje.
V roce 1980 FDA odstranil indikaci klaksa od značky pro stanozolol, protože HgH přišly na trh
V roce 1988 získala společnost Sterling společnost Eastman Kodak za 5,1 miliardy dolarů a v roce 1994 prodala společnost Kodak drogovou firmu Sterling společnosti Sanofi za 1,675 miliardy dolarů.
Sanofi vyrábělo stanozolol v USA u Searle, který zastavil výrobu léku v říjnu 2002.
V roce 2010 Lundbeck stáhl stanozolol z trhu v USA; od roku 2014 žádná společnost neobchoduje se stanozololem jako farmaceutickým léčivým přípravkem v USA. Látka může být získána prostřednictvím služeb lékárny. .

### Právní status
Ve Spojených státech je stanozolol stejně jako ostatní AAS klasifikován jako regulovaná látka podle federálních předpisů; byly zahrnuty jako regulované látky do seznamu III podle zákona o anabolických steroidech, který byl schválen v rámci zákona o kontrole kriminality z roku 1990. :s.30 V New Yorku zákonodárce státu klasifikuje AAS podle DEA Přílohy III.

### Doping ve sportu
Stanozolol a další syntetické steroidy byly poprvé zakázány Mezinárodním olympijským výborem a Mezinárodní asociací atletických federací v roce 1974 poté, co byly vyvinuty metody jejich detekce. :s.716 Existuje mnoho známých případů dopingu ve sportu se stanozololem profesionálními sportovci. Stanozolol je zvláště široce využíván sportovci z postsovětských zemí.